# Antonio Vázquez López
Antonio Vázquez López (Ourense, 11 de junho de 1937 - Cáceres, 21 de dezembro de 2012) é um político espanhol. Foi o segundo presidente da Assembleia da Estremadura, de 1983 a 1995.